# Adrien de Corswarem
Adrien Jean Lambert de Corswarem (Hasselt, 7 maart 1849 - 13 juni 1909) was een Belgisch volksvertegenwoordiger.

## Levensloop
De Corswarem was de zoon van volksvertegenwoordiger Guillaume de Corswarem en van Marie-Anne Wauters. Hij trouwde met Anne de Decker en werd hierdoor de schoonzoon van eerste minister Pierre de Decker. Het echtpaar had een dochter die bij de geboorte overleed en een zoon, Paul de Corswarem (1889-1928) die priester werd en overleed als pastoor van Bolderberg.
In 1871 promoveerde hij tot doctor in de rechten en in 1872 tot doctor in de politieke en administratieve wetenschappen aan de Katholieke Universiteit Leuven. Hij vestigde zich als advocaat in Hasselt.
Van 1876 tot 1890 en van 1906 tot 1909 was de Corswarem voor de Katholieke Partij provincieraadslid van Limburg. Van 1878 tot 1890 en van 1907 tot aan zijn dood was hij gedeputeerde van de provincie. Ook was hij van 1895 tot 1907 gemeenteraadslid en schepen van Onderwijs in Hasselt.
In 1890 werd hij verkozen tot lid van de Kamer van volksvertegenwoordigers voor het arrondissement Hasselt en oefende dit mandaat uit tot in 1904. In de Kamer liet hij zich als opmerken als voorstander van het gebruik van het Nederlands in gerechtelijke aangelegenheden en het onderwijs en was hij actief voor wat betreft de taalwetten. Voor de taalwet op het taalgebruik voor de rechtbanken van 4 september 1891, was hij verslaggever. Met zijn talrijke juridische werken voor een breed publiek, was hij een van de eersten in België om het Nederlands als rechtstaal te gebruiken.In 1901 ondertekende hij mee het wetsvoorstel van Edward Coremans, dat in 1910 zou leiden tot de wet op het taalgebruik in het middelbaar onderwijs.
De Corswarem was een van de voortrekkers van de christelijke arbeidersbeweging in Limburg. Hij was medestichter van de Christelijke Sociale Werken en hij was de eerste voorzitter van de Gewestelijke Christelijke Bond der erkende Arbeidersmaatschappijen van Onderlinge Bijstand en Lijfrente. Op 19 september 1901 zat hij in het Limburg het eerste Congres van Maatschappelijke en Godsdienstige Werken voor  In 1904 was hij medestichter van De Gids op Maatschappelijk Gebied en hij werkte eveneens mee aan tijdschriften zoals De Banier en Limburgsche Bijdragen.
In 1889 stichtte hij Het Vlaamsch Bestuur. Maatschappelijk tijdschrift voor gemeente- kerk- en armbesturen. Tot aan zijn dood was hij er de enige opsteller van. Hij publiceerde Nederlandse vertalingen van wetten, omzendbrieven en besluiten en voorzag ze van uitleg.

## Publicaties
- Uitlegging der militiewet, Hasselt, 1890.
- Commentaire de la loi du 27 novembre 1891 sur l'assistance publique, Brussel, 1893.
- Uitlegging der wetten en der koninklijke besluiten over het lager onderwijs en over de pensieoenen der gemeenteonderwijzers, Hasselt, 1893.
- Guide pratique pour la revision des listes électorales conformément au nouvel article 47 de la Constitution, Hasselt, 1893.
- Uitleggingen der wetten en decreten over de kerkfabrieken, Hasselt, 1894.
- Uitlegging der wet op het lager onderwijs. Wet van 20 september 1884, gewijzigd door de wet van 15 september 1895, Hasselt, 1895.
- De instellingen van voorzienigheid in België. Lijfrentekas, verzekeringskas, onderlinge bijstand, veeverzekering, Raiffeisenkassen, werkmanswoningen, Hasselt, 1899.
- Uitlegging der militiewet en der wetten op de vergoeding in zake van krijgsdienst, Hasselt, 1902.
- Eenige korte uitleggingen over de wet van 24 december 1903 betreffende de arbeidsongevallen, Hasselt, 1904.